# Sons of the North Woods
Sons of the North Woods è un cortometraggio muto del 1912 diretto da Frank Beal.

## Produzione
Il film fu prodotto dalla Selig Polyscope Company.

## Distribuzione
Distribuito dalla General Film Company, il film - un cortometraggio di una bobina - uscì nelle sale cinematografiche statunitensi il 25 marzo 1912.